# Walter Wobmann

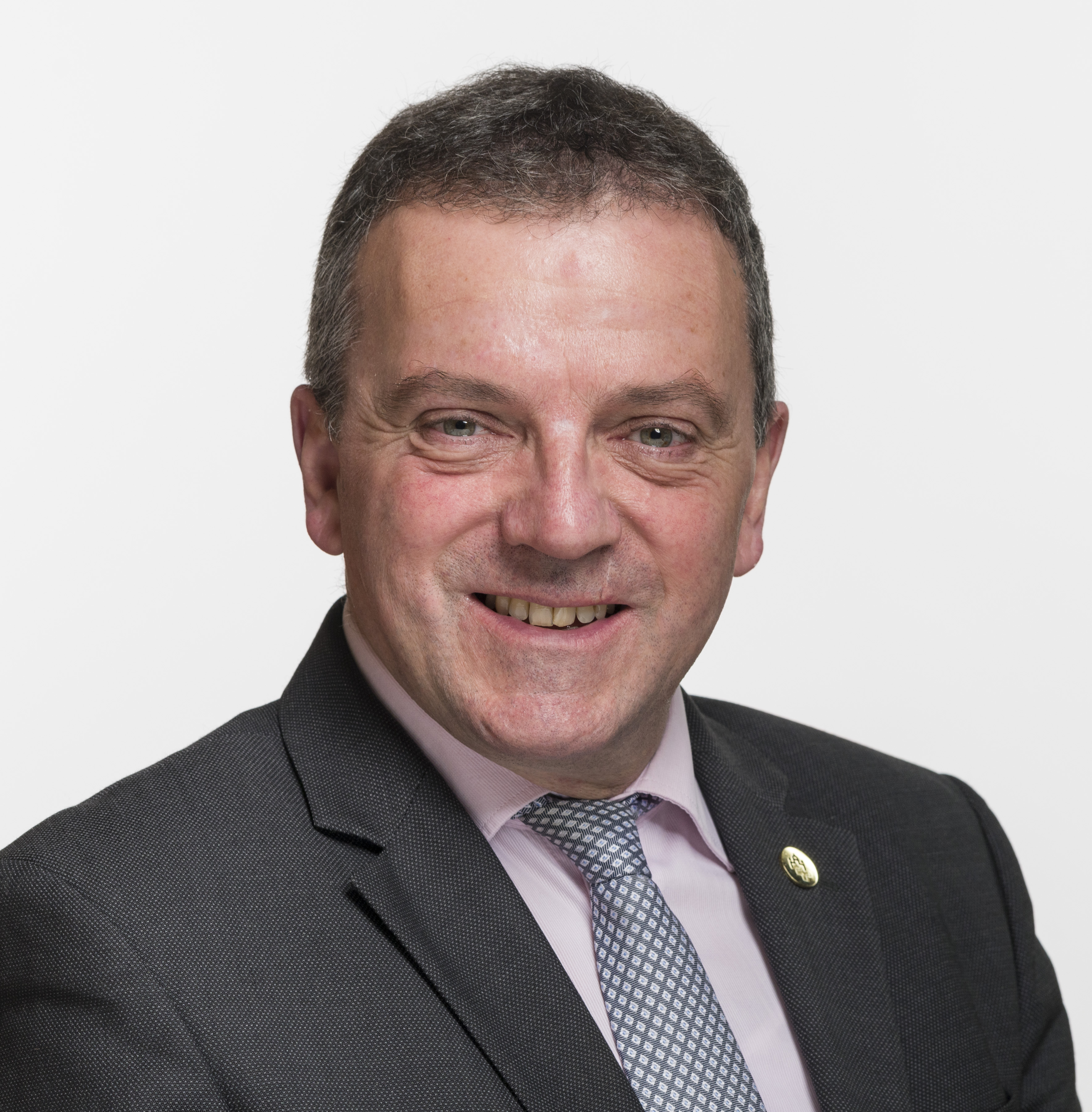
Walter Wobmann (2019)

Walter Wobmann (* 21. November 1957 in Schüpfheim; heimatberechtigt ebenda) ist ein Schweizer Politiker (SVP).

## Leben
Wobmann absolvierte eine vierjährige Berufslehre als Automechaniker in Schüpfheim. Heute arbeitet er als KMU-Berater und Verkaufsleiter Nordwestschweiz einer Werkzeughandelsfirma.
Wobmann war von 2001 bis 2003 Mitglied des Kantonsrats von Solothurn. Seit den Wahlen 2003 gehört er dem Nationalrat an. Dort ist er (Stand April 2022) Mitglied der Kommissionen für Verkehr und Fernmeldewesen und für Umwelt, Raumplanung und Energie sowie Vizepräsident der parlamentarischen Gruppe Kerngruppe Feuerwehr.
Er politisiert am rechten Flügel der SVP und vertritt nationalkonservative Ansichten. Er war Co-Präsident der vom Egerkinger Komitee lancierten Volksinitiativen «Gegen den Bau von Minaretten» und «Ja zum Verhüllungsverbot» und ist Mitglied weiterer Organisationen wie der Aktion für eine unabhängige und neutrale Schweiz (Auns), der Vereinigung Sifa «Sicherheit für alle» oder des Hauseigentümerverbands Kanton Solothurn (Vorstand). Von 2012 bis 2013 war er Präsident der SVP Kanton Solothurn, seit 2007 ist er Präsident der Föderation der Motorradfahrer der Schweiz und seit 2012 Präsident des Verbandes Schweizerischer Busunternehmer Bus CH.
Wobmann wohnt in Gretzenbach, ist verheiratet und Vater von drei erwachsenen Kindern.